# James Toft
James Toft, född 1865 i England, död 1928, var en engelsk kommendör i Frälsningsarmén (FA). Han var fältsekreterare för FA i Sverige med överstelöjtnants grad till och med 11 april 1912 då han fick uppdrag som chefsekreterare för FA i Norge. Han var senare ledare för FA i Finland, Indien och Korea. Sångförfattare.

## Sånger
- Se'n Gud till barn mig tog åt sig